# Der Nephritgürtel
Der Nephritgürtel (russisch Нефритовый пояс / Nefritowy pojas) ist eine Erzählung des russischen Schriftstellers Anatoli Kim aus dem Jahr 1971, die 1981 im Verlag Junge Garde erschien. Die Übertragung ins Deutsche von Irene Strobel kam 1986 bei Volk und Welt in Berlin heraus.
Eine ernstzunehmende Nieren-Erkrankung wird unter psychologisch-zwischenmenschlichem Aspekt verhandelt.

## Inhalt
Anatoli Kim nennt Valeria Fjodorowna Golizyna „eine blühende, liebende und glückliche junge Frau“. Ihr Ehemann, der Journalist Oleg Klewzow, hat sich nach dem Universitätsstudium zum Abteilungsleiter bei einer kleinen Zeitung hochgearbeitet.
Schrecklich – Valeria, vormals in der Unionsagentur für Urheberrechte tätig, liegt in ihrem dritten Ehejahr im schönsten Moskauer Frühling mit einer Nephritis in einem großen Moskauer Krankenhaus. Darin wird nicht nur gestorben, sondern auch geboren. Wenn Valeria das kleine japanische Mädchen Marina Aoyama – kurz Mariko – anschaut, so empfindet sie ihre Nierenkrankheit als Strafe für jene Abtreibung während ihrer einzigen Schwangerschaft. Anstifter zu dem Verbrechen war Oleg gewesen. Strafe – dummer Aberglaube! – sagt sich Valeria. Doch wenn ihr Mann zu Besuch kommt, beobachtet sie ihn feindselig und will einen erschrockenen, niedergeschlagenen, lebensgierigen Mann entdecken. In ihrem Krankenzimmer kommt sich die Kranke wie ein eingesperrtes Tier vor. Ihr begegnen im „Käfig“ Krankenhaus die unterschiedlichsten fremden Leute; unter anderem ein 46-jähriger abgezehrter, ergrauter Patient mit schlechten Zähnen. Der Unbekannte errät auf Anhieb Valerias Krankheit und bezeichnet sich als chronischen Nephritiker.
Valeria wird von mehreren Arbeitskollegen im Krankenhaus besucht. Anatoli Kim schreibt dazu: „Kein Mensch vermag fremdes Leid zu verstehen.“ Die Arbeitskollegin Ljuba Kislowa starrt die Kranke geradezu unverschämt neugierig an. An Ljubas Halskette baumelt ein undurchsichtiger, blassgrüner, leicht rotgesprenkelter Stein – wahrscheinlich ein Nephrit aus Japan.
Valerias Gesundheitszustand erscheint dem Leser als hoffnungslos. Anderen Patienten geht es nicht viel besser. Als die Sonne „gewaltige Protuberanzen“ gen Erde schickt, ist die 40-jährige, grauhaarige Patientin Njussja Petrowna den „mehreren großen“ solaren „Gasausbrüchen“ nicht gewachsen und stirbt. Valeria, die das Sterben mitansehen muss und helfen will, verstummt. Nach der Chef-Visite wird die Patientin Valeria Golizyna vom Professor, der ihr über den Schock hinweghelfen möchte, noch einmal aufgesucht. Der alte Mann will der Kranken seine Philosophie von der Bescheidenheit und der Liebe zum Einfachen im Leben vermitteln. Tatsächlich, nach einiger Zeit, spricht Valeria einen Besucher wieder an. Dieser ist ihr Mann Igor. Wenig später sucht sie der 46-jährige chronische Nephritiker ein zweites Mal auf. Er ist leidlich geheilt, darf das Krankenhaus verlassen und schenkt Valeria zum Abschied etwas im Licht Mattglänzendes aus kleinen Steinen – einen Gesundheitsgürtel. Ein Produkt östlicher Heilkunde soll das sein. Der fremde Mann, ein Geologe, habe den Gürtel aus Tuwinien mitgebracht, zehn Jahre getragen und sei davon gesund geworden. Der Gürtel bestehe aus einem zersägten Nephrit, also aus knopfartigen, durchbohrten, geschliffenen Steinen.
Diesmal hofft der Leser, die mit sich und der Welt unzufriedene Valeria könnte vielleicht gesund werden.

## Form
In den elf Kapiteln des schmalen Romans wird abwechselnd über Valeria und Oleg erzählt. Trotz der Krankenbesuche Olegs sind beide durch Valerias Krankheit auf einmal allein. Oleg, nicht in oben erwähnten Käfig Krankenhaus gesperrt, sucht Anschluss an Frauen, schreckt aber letztendlich immer wieder vor der aktuellen fremden Frau zurück. Valeria, argwöhnisch, ruft Oleg spätabends daheim an. Als sie ihn nicht erreicht, verlässt sie verbotenerweise das Zimmer und erkennt auf einem Weg direkt neben dem Krankenhaus Oleg. Wie sie ihren Mann so lange allein dastehen sieht, weint Valeria. Aber sie geht nicht zu ihm hin und gibt sich auch nicht zu erkennen.

## Rezeption
Debüser sieht den mit Elementen der Phantastik durchwirkten Text auch als Beschreibung des „Wunders einer Seelenverwandlung“ und zitiert als Beleg die Stelle, in der Valeria „die mannigfaltige Verkettung aller Menschenschicksale“ spürt.

## Deutschsprachige Ausgaben
- Anatoli Kim: Der Nephritgürtel, S. 5–114 in: Der Nephritgürtel – Nachtigallenecho – Lotos. Drei kleine Romane. Aus dem Russischen von Hartmut Herboth und Irene Strobel. Mit einem Nachwort von Lola Debüser. Volk und Welt, Berlin 1986. 343 Seiten DNB 870114786 (verwendete Ausgabe)